# Verband der Porzellan- und verwandten Arbeiter und Arbeiterinnen Deutschlands
Der Verband der Porzellan- und verwandten Arbeiter und Arbeiterinnen Deutschlands wurde 1892 als Verband der Porzellan- und verwandten Arbeiter gegründet. Er 
war eine freie Gewerkschaft und organisierte Arbeitnehmer in der Keramikindustrie im Deutschen Kaiserreich und in der Weimarer Republik.

## Geschichte
Die Gewerkschaft wurde zum 1. Januar 1892 gegründet und trug den Namen Verband der Porzellan- und verwandten Arbeiter. 1896 wurde der Verband in Verband der Porzellan- und verwandten Arbeiter beiderlei Geschlechts und 1905 in Verband der Porzellan- und verwandten Arbeiter und Arbeiterinnen Deutschlands umbenannt.
Der Verband war Mitglied in der Generalkommission der Gewerkschaften Deutschlands und beim 1919 Gründungsmitglied beim Nachfolger Allgemeiner Deutscher Gewerkschaftsbund. Im Jahr 1926 schloss sich der Verband dem Verband der Fabrikarbeiter Deutschlands  an.